# مارسيل رومان (مجدف)
مارسيل رومان هو مجدف بلجيكي، (و. 1900 – 1969 م).

## وصلات خارجية
- مارسيل رومان على موقع الاتحاد الدولي للتجديف (الإنجليزية)
- مارسيل رومان على موقع أوليمبيديا (الإنجليزية)